# Violí elèctric
Un  violí elèctric  és simplement un violí amb un senyal de sortida electrònica. El terme pot referir-se a un violí acústic amb un transductor electromagnètic o pastilla (en anglès pickup) d'algun tipus, però normalment es refereix a un instrument completament electrònic.
Molts instruments tenen un cos sòlid, el que ajuda a prevenir la retroalimentació de les ressonàncies del cos buit sota la gran amplificació d'un escenari. No obstant això, el timbre d'un violí acústic es crea directament a causa d'aquestes ressonàncies, i és per això que un violí elèctric té un so molt més «cru» que un acústic, depenent de com es captura el senyal. Normalment, els violins elèctrics tenen un disseny minimalista i poc tradicional, per mantenir el pes el més baix possible.
Sovint són vistos com a instruments "experimentals", estant menys establerts que les guitarres i baixos elèctrics. Per això, hi ha moltes variacions sobre el disseny original, com orriss, cordes extres, cordes simpatètiques o cordes barítones que sonen una octava més baixes que les normals, tot això sense incloure els diferents efectes electrònics per modelar el so pur, en funció de les preferències de l'intèrpret.
És molt més comú un violí elèctric amb 5 o 6 cordes que un instrument acústic. El cos, típicament sòlid, també acomoda la tensió causada per les cordes extres sense estressar massa l'instrument. Les cordes extres són, normalment, una corda de do baix amb 5 cordes, una de do baix i una de si alt o l'alt per a 6, i una de do baix, fa baix i si alt per 7.
Els senyals d'un violí elèctric normalment passen a través d'un procés electrònic, com una guitarra elèctrica, per obtenir el so desitjat. Pot ser reverberació, cors, distorsió, o qualsevol altre efecte.
Fender va anunciar un violí elèctric l'any 1958, el primer model de producció es mostra a la capçalera d'aquesta pàgina, però el va retirar en el punt de producció. Després que Fender fos comprat per CBS, el violí elèctric va entrar en producció el 1969 fins al 1975.
Vanessa Mae, violinista contemporània, ha dit que prefereix un violí elèctric a un tradicional a causa del seu major potencial.

## Pastilles
En tenir (normalment) cordes de metall, el so del violí pot ser captat amb pastilles magnètiques o piezoelèctriques; aquestes últimes són les més comunes. Són usades per a detectar vibracions físiques, de vegades en el cos, però més comunament al pal. Alguns violins tenen una pastilla (o fins i tot dos) independent inserida en el pont sota cada corda. Aquest disposa d'uns amplificadors per poder escoltar correctament el seu so.